# Lepinisticus vignai
Lepinisticus vignai là một loài chân đều trong họ Cylisticidae. Loài này được miêu tả khoa học năm 1983 bởi Manicastri & Taiti.